# Carinodes
Carinodes är ett släkte av steklar. Carinodes ingår i familjen brokparasitsteklar.

## Dottertaxa tillCarinodes, i alfabetisk ordning[1]
- Carinodes abjectus
- Carinodes actuosus
- Carinodes albicollis
- Carinodes albomaculatus
- Carinodes annulipes
- Carinodes bispinus
- Carinodes cubensis
- Carinodes curiatus
- Carinodes dorsalis
- Carinodes encaustus
- Carinodes epicus
- Carinodes fastidiosissimus
- Carinodes frictorius
- Carinodes fulgor
- Carinodes havanensis
- Carinodes immaculatus
- Carinodes inermis
- Carinodes janeirensis
- Carinodes minasensis
- Carinodes nestor
- Carinodes nigrofemoratus
- Carinodes parredes
- Carinodes polychrous
- Carinodes spinosus
- Carinodes subsecivus
- Carinodes subspinosus
- Carinodes tepanecus
- Carinodes toros
- Carinodes uxorius
- Carinodes valladolidensis
- Carinodes vargasi
- Carinodes xanthogaster
- Carinodes yucatanensis
- Carinodes zacatecus